# Jan Schuba
Jan Schuba (* 12. August 1978 in Bünde) ist ein deutscher Schauspieler, Regisseur, Sänger und Autor.

## Leben
Schuba nahm zwischen 1995 und 2019 privaten Gesangsunterricht. 2002 machte er den Magister artium in Theaterwissenschaft, Filmwissenschaft und Publizistik an der Johannes Gutenberg-Universität Mainz. 2003 begann er eine Schauspielausbildung an der Schauspielschule Mainz und schloss sie 2006 mit der Bühnenreifeprüfung ab. Von 2016 bis 2018 machte er ein Studium in Kulturmanagement an der Deutschen Akademie für Management.
Er war unter anderem tätig am Theater Trier, Theater Hagen, Staatstheater Mainz, Staatstheater Saarbrücken, an der Oper Bonn, den Brüder Grimm Festspiele Hanau, Schlossfestspielen Ettlingen, Burgfestspielen Bad Vilbel, am Volkstheater Frankfurt, den Mainzer Kammerspielen und dem Theater Speyer.
Schuba arbeitet auch als freier Autor und ist seit 2020 auch als freier Trauerredner tätig.

## Theaterregie (Auswahl)
- Camping Forever, Neues Theater Hannover
- Alice im Wunderland, Schlossfestspiele Neersen
- Ein Traum von Hochzeit, Neues Theater Hannover und Komödie am Altstadtmarkt
- Urmel aus dem Eis, Theater Trier
- Funny Money, Neues Theater Hannover
- Nur ein Tag, Theater Beflügelt Hanau
- Wunderzeiten, Theater Skyline Frankfurt am Main
- Hast du ein Bild von dir?, Theater Skyline Frankfurt am Main

## Filmographie (Auswahl)
- 2004: Epiphania
- 2004: Carne Vale – Fastnacht der toten Seelen (Video Kurzfilm)
- 2005: Großstadträuber (Kurzfilm)
- 2007–2009: Ein Fall für zwei (Fernsehserie, 3 Folgen)
- 2010: Arcania (Videospiel, Sprecher)
- 2011: Der Staatsanwalt (Fernsehserie, 1 Folge)
- 2014: Risen 3: Titan Lords (Videospiel, Sprecher)
- 2016: Final Fantasy XV (Stimme)
- 2018: Der Staatsanwalt (Fernsehserie, 1 Folge)

## Autor (Auswahl)
- 2020: Fünf Freunde auf neuen Abenteuern, Kindertheater nach dem Roman von Enid Blyton
Uraufführung am 16. November 2021 im städtischen Bühnenhaus Wesel
- 2020: Der Canasta-Club, Komödie mit Musik
Das Stück aus dem Jahr 2020 wurde erstmals im September 2024 von der Theatergruppe Die Spielerei Uetze in Uetze aufgeführt.[1]
- 2025: Die Schlümpfe – Das Musical
Uraufführung am 27. März 2025 im Congress Center Ramstein in Ramstein-Miesenbach[2]